# Ralf Vogel (Linguist)
Ralf Vogel (* 4. Juni 1965) ist Professor für Germanistische Sprachwissenschaft an der Universität Bielefeld.

## Leben
Ralf Vogel hat Germanistik, Anglistik, Theater-, Film- und auch Fernsehwissenschaft an den Universitäten Gießen und Frankfurt am Main studiert. 1994 schloss er seine Studien im Fach germanistische Sprachwissenschaft bei Günther Grewendorf (* 1946) ab.
Es folgte von 1995 bis 1998 ein Promotionsstipendium für die interdisziplinäre Arbeitsgruppe „Regelwissen und Regellernen in biologischen Systemen“ der Berlin-Brandenburgischen Akademie der Wissenschaften. Vogel promovierte 1998 an der Humboldt-Universität zu Berlin bei Manfred Bierwisch zum Thema „Polyvalent Verbs“.
Anschließend war er von 1999 bis 2001 als Wissenschaftlicher Mitarbeiter an der Universität Stuttgart im Rahmen des DFG-Projektes „Optimalitätstheoretische Syntax des Deutschen in vergleichend-germanischer Hinsicht“ tätig. Im Jahre 2005 wurde Ralf Vogel an der Universität Potsdam zum Thema „Output-Oriented Syntax“ habilitiert.
In Potsdam war er bis 2010 auch als Privatdozent an der Humanwissenschaftlichen Fakultät beschäftigt. Zugleich war Vogel im Sommersemester 2006 Vertreter eines Professors am Seminar für Sprachwissenschaft der Universität Tübingen und ab Oktober 2006 Wissenschaftlicher Mitarbeiter am Lehrstuhl für Theoretische Linguistik der Universität Bielefeld. Im Sommersemester 2009 und dem folgenden Wintersemester war er Vertretungsprofessor für germanistische Linguistik in Bielefeld.
Er wurde 2010 zum W3-Professor für Germanistische Linguistik in Bielefeld ernannt.